# Populicerus confusus
Populicerus confusus är en insektsart som först beskrevs av Flor 1861.  Populicerus confusus ingår i släktet Populicerus, och familjen dvärgstritar. Arten är reproducerande i Sverige.